# (36634) 2000 QP173
2000 QP173 (asteroide 36634) é um asteroide da cintura principal. Possui uma excentricidade de 0.12769890 e uma inclinação de 13.11312º.
Este asteroide foi descoberto no dia 31 de agosto de 2000 por LINEAR em Socorro.